# Con O’Kelly Sr.
Con O’Kelly Sr., właśc. George Cornelius O’Kelly (ur. 29 października 1886 w Dunmanway, zm. 3 listopada 1947 w Kingston upon Hull) – brytyjski zapaśnik walczący w styku wolnym. Złoty medalista olimpijski z Londynu 1908 w wadze ciężkiej – plus 73 kg.
Mistrz kraju w 1907 (open).
Ojciec Cona O’Kelly’ego Jr., boksera i olimpijczyka z Paryża 1924.
- Turniej w Londynie 1908

Pokonał Amerykanina Lee Talbotta, swoich rodaków Henry’ego Fosketta i Neda Barretta, a w finale Norwega Jacoba Gundersena.